# ادونس (کالیفرنیا)
ادونس (به انگلیسی: Advance) یک منطقهٔ مسکونی در ایالات متحده آمریکا است که در شهرستان تولار، کالیفرنیا واقع شده‌است. ادونس ۴۱۲٫۰۹ متر بالاتر از سطح دریا قرار دارد.